# Autoportrait à la casquette
Autoportrait à la casquette est un tableau réalisé par le peintre français André Derain vers 1905. Cette huile sur toile est un autoportrait fauve dans lequel l'artiste se représente coiffé d'une casquette rouge. Elle est aujourd'hui conservée dans une collection privée.